# Fuego de volea

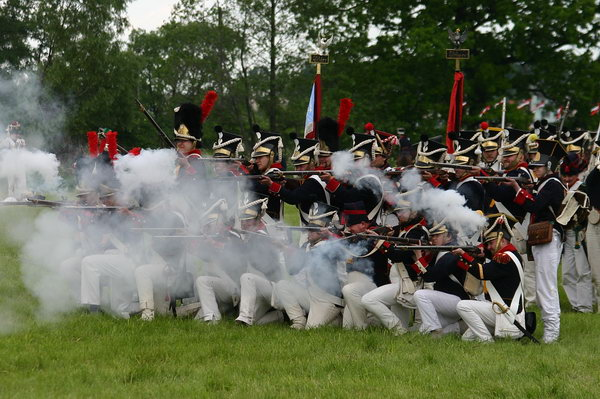
Batalla de Raszyn, recreación histórica, 2006

El fuego de volea (también llamado “descarga” o "salva") como táctica militar es, en su forma más sencilla, tener soldados disparando en la misma dirección en masa. En la práctica, a menudo consistía en formar una línea de soldados disparando sus armas simultáneamente hacia las fuerzas enemigas bajo una orden, seguido de otras líneas de soldados que repiten la misma maniobra turnándose. Esta táctica se realizaba normalmente para compensar por la falta de precisión, la baja cadencia de tiro (pues las primeras armas de fuego tomaban mucho esfuerzo y tiempo en recargarse), y el alcance efectivo limitado de los mosquetes, el cual a menudo requería un ataque concentrado para ser eficaz. El fuego de volea, específicamente en el de formaciones de mosquetes, requiere líneas de soldados que avancen al frente, disparen bajo una orden y marchen atrás a recargar, tras lo cual la fila más próxima (la de atrás) repite el mismo proceso.
El término ''volea'' proviene del francés medio volée, que deriva del verbo voler, que surge de la palabra latina volare, que significa "volar", refiriéndose a la antigua práctica de los arqueros de disparar al enemigo con flechas de forma masiva.  Mientras que el origen de la táctica del fuego de volea normalmente se asocia a militares holandeses del siglo XVI tardío, sus principios ya eran aplicados a la infantería de ballesta desde al menos los tiempos de la dinastía Tang.

## Tipos de armas y primeros usos

### Ballestas
A pesar de que el fuego de volea es asociado más a menudo asociado con armas de fuego, el concepto de rotación de fuego puede haber sido practicado utilizando ballestas desde al menos la dinastía Han de acuerdo a lo descrito en el libro de Sima Qian, Memorias históricas , a pesar de que no sea hasta la dinastía Tang donde aparecieron ilustraciones al respecto.
Mientras que las virtudes de la rotación del fuego de volea estuvo entendido durante el dinastía Tang, el Wujing Zongyao escrito durante las notas de dinastía de la Canción que lo no fue utilizado a su efectividad llena debido a su miedo de cargos de caballería. la solución del autor era para perforar los soldados al punto donde más que esconder detrás unidades de escudo a la aproximación de melee infantería,  plantarían "los pies como una montaña firme, y, unmoving delante de las variedades de batalla, brote apelmazadamente al medio [del enemigo], y ninguno entre ellos no caerán muertos." La formación de fuego de volea de Canción estuvo descrita así: "Aquellos en el centro de la formación tendría que cargar mientras aquellos en el exteriores de la formación tendría que disparar, y cuándo [el enemigo consigue] cercano, entonces se tendrían que anidar con escudos pequeños [literalmente escudos de lado, 旁牌], cada vueltas de tomar y regresando, de modo que quienes están cargando es dentro de la formación. De este modo las ballestas no cesarán sonando." Además del Tang formación, la ilustración de Canción también añadió una etiqueta nueva a la línea media de crossbowmen entre el despidiendo y reloading líneas, sabidos como las "ballestas de adelantar." Tanto Tang y manuales de Canción también hechos conscientes al lector que "el acumuló las flechas tendrían que ser disparadas en una corriente, el cual significa que delante de ellos allí tienen que ser ninguna tropa de estar, y a través de [de ellos] ninguna formación horizontal."

### Arcos
En Europa, el fuego de volea era también utilizado por los arqueros, como por ejemplo en la Batalla de Azincourt en 1415.

## Uso en diferentes culturas y naciones

### Dinastía Ming
La aplicación más temprana posible del fuego de volea para las armas de fuego ocurrió en China a finales del siglo XIV durante un conflicto militar entre las fuerzas de Ming y Mong Mao. Posiblemente también fue implementado en 1414 durante las campañas del Emperador Yongle contra los mongoles, y posiblemente otra vez en otra expedición en 1422. Aun así, el lenguaje utilizado en estas fuentes no es claro en cuanto a si la repetición del fuego era parte de la técnica o no. Por ejemplo, durante el 1388 anti-guerra de insurrección waged contra el Mong Mao por el Ming general Mu Ying, el Ming las tropas equiparon con pistolas y flechas de fuego eran arrayed en tres líneas. El general Mu Ying explicado esto era de modo que "cuando el avance de elefantes, la línea de frente de pistolas y flechas disparará todo inmediatamente. Si no retroceden, la línea próxima continuará esto. Si todavía no retroceden, entonces la tercera línea continuará esto." Cuándo los elefantes de guerra blindados rompieron a una carrera, cobrando el Ming líneas, el Ming las fuerzas estuvieron su tierra, "disparando flechas y piedras, el ruido que sacude las montañas y vallies. Los elefantes sacudieron con miedo y corrió." Según el Ming Shilu, a medias los elefantes fueron asesinados mientras 37 estuvo capturado, y de la 100,000 insurrección fuerte fuerza, al menos 30,000 fue asesinado, y 10,000 estuvo capturado. Andrade y otros historiadores han interpretado este paso cuando evidencia de fuego de volea, aun así  admite que  es ambiguo cuando a si o no el Ming las líneas practicaron fuego repetido y reloading, tan en mejor lo sólo puede ser considerado una forma limitada de fuego de volea.

### Imperio Otomano
La táctica de volea luego apareció en la Europa del siglo XVI cuando los jenízaros otomanos batallaron contra fuerzas europeas en la Batalla de Mohács el 29 de agosto de 1526. Estos, equipados con 2000 tüfenks (normalmente traducido como mosquetes) "formaron nueve filas consecutivas y dispararon sus armas fila por fila," "arrodillándose o estando parados" Contrariamente a la creencia popular de que el éxito otomano en Mohács se debió a su artillería, una visión que muchos historiadores han apoyado, fuentes contemporáneas europeas y otomanas en la batalla atribuyen su éxito al despliegue exitoso de las armas de fuego. Aun así el uso de arcabuces en esta batalla es discutido y pueden haber sido, en realidad, cañones pequeños. Según una fuente alemana, el 90% de los jenízaros estuvo equipado con armas de fuego durante una campaña por el año 1532. Esta proeza declinó a principios del siglo XVII cuando los estándares de tropa cayeron y la instrucción fue abandonada. Según el autor de Las leyes de los jenízaros (Kavanin-i Yenigeriyan), alrededor de 1606 estos enfrentaron problemas de suministro de modo que "ya no se les daba pólvora para el entrenamiento y los soldados usaban la mecha para sus velas y no para los mosquetes."

### Europa
Frederick Lewis Taylor reclama que una volea de fuego pudo haber sido empleada por los arcabuceros de Prospero Colonna durante la Batalla de Bicocca (1522). Aun así esto se ha apellidado a cuestión por Tonio Andrade quién cree que esto es un encima interpretación así como mis-cita de un paso por Charles Omán que sugiere que el español arcbucero arrodillado a recargar, cuándo de hecho Omán nunca hizo tal reclamación.[28] europeo gunners podría haber implementado el fuego de volea hasta cierto punto desde entonces al menos 1579 cuándo el Englishman Thomas Digges sugerido que los mosqueteros tienen que, "después del viejos Romane marca de manera tres o cuatro varios frentes, con espacios convenientes para el primer para retirarse y unir himselfe con el segundo, y ambos estos si ocasión así que requiere, con el tercio; el tiro [mosqueteros] teniendo sus caminos convenientes continuamente durante la lucha para liberar su peces." El español también mostrado alguna concienciación de la técnica de volea y describió él en el manual militar, Milicia, Discurso y Regla Militar, datando a 1586: "Inicio con tres archivos de cinco soldados cada, separó uno del otro por quince pasos, y se tendrían que comportar no con furia pero con tranquilo skillfulness [con reposo diestramente] tal que cuándo el primer archivo ha acabado tiroteo  hacen espaciales para el próximos (cuál está viniendo hasta brote) sin girar cara, countermarching [contrapassando] a la izquierda pero mostrando el enemigo sólo el lado de sus cuerpos, el cual es el más estrecho del cuerpo, y [tomando su sitio en el trasero] aproximadamente uno a tres pasos detrás, con cinco o seis pelotitas en sus bocas, y dos encendió la llave de mecha los fusibles … y ellos cargan [sus piezas] rápidamente… y regreso para disparar cuándo  es su vuelta  otra vez."
A pesar de todo está claro que el concepto de fuego de volea había existido en Europa hace algún tiempo durante el siglo XVI, pero fue en los Países Bajos durante la década de 1590 que el las voleas empezaron a emplearse. Clave para este desarrollo fue Guillermo Luis de Nassau-Dillenburg quién en 1594 describió la técnica en una carta a su primo. La táctica no cambió inmediatamente la naturaleza del combate en Europa y tomaría otro siglo de adelantos tácticos y tecnológicos antes de que la infantería, portando armas de fuego, podría estar en el campo de batalla sin el apoyo de picas.

## Técnicas históricas

### Práctica
Para muchos europeos esta manera nueva de conducir la guerra parecía ridícula, de modo que en el principio eran abiertamente mocked. Pero el ejército holandés continuó perforar la volea bajo ambos Luis y su primo Maurice, Príncipe de Naranja, de modo que  devenga segunda naturaleza .  Uno historiador holandés recounts los ejercicios en qué regimientos marchaban "hombre por el hombre que trae el rearmost delante y el frontmost al trasero.… Los principios eran muy difíciles, y muchas personas sentían, porque  sea todo  tan inusual, que lo era extraño y ridículo [lacherlich]. Eran mocked por el enemigo, pero con cronometrar las ventajas grandes de las prácticas devenían claras … y finalmente  estuvieron copiados por otras naciones." Pronto el ejército holandés reorganizado mostró las virtudes del countermarch volea y la práctica extendida a través de Europa. Un componente importante al despliegue exitoso de fuego de volea era el @drill, el cual según Geoffrey Parker, "sólo dos civilización ha inventado @drill para su infantería: China y Europa. Además, ambos de ellos hicieron tan dos veces: en el quinto siglo BC en China Del norte y en Grecia, y otra vez en el decimosexto siglo tardío. Exponentes de la segunda fase— Qi Jiguang en Maurice y China Imperiales de Nassau en la República holandesa—explícitamente buscada para revivir precedentes clásicos, y en el Del oeste, marching en paso y estando encima el desfile devenía una parte permanente  de vida militar." #el @Drill era difícil y la manera en qué el fuego de volea tendría que ser ejecutada no había sido perfeccionado en Louis' tiempo. Está claro en las fuentes históricas de Holanda que se llevaron a cabo muchas pruebas y experimentos para que el proceso sea refinado.
De hecho, utilizar mosquetes fue considerado heterodoxo (inusual) y en algunas partes del mundo hubo incluso un deseo de rechazar la incorporación de estos en los ejércitos.

### Siglo XVIII
En los ejércitos europeos existían varias técnicas de fuego de volea para el uso masivo eficaz de mosquetes a una distancia de 200-300 metros. Debe entenderse que el objetivo principal del fuego de volea es para consumir menor munición, y no incrementar la exactitud. Para este tipo de fuego, se crearon regimientos y compañías de infantería ligera en la mayoría de los ejércitos. Estos soldados tenían mayor entrenamiento y podían conducir fuego eficaz con tiros individuales, más que con voleas masivas. La infantería ligera cubría a la infantería de línea del fuego de los hostigadores, mientras la infantería de línea concentraba el fuego masivo hacia la infantería o la caballería del enemigo. 
Varios métodos diferentes fueron utilizados: en el ejército sueco, un batallón se acercaría el enemigo, fuego un o varias voleas, y entonces cobrar el enemigo con espadas, picas y (más tardíos) bayonetas, un estilo bautizaron "Gå På" (cuál traduce aproximadamente cuando "Va en ellos"). El holandés desarrollado el sistema de platoon despidiendo, el cual estuvo perfeccionado por el británico durante el siglo XVIII: aquí, el batallón, alineado en tres filas, estuvo dividido a 24-30 platoons cuál despediría alternadamente, por ello concentrando su fuego. Esto requirió formación intensiva para los soldados, quién tuvo que operar su mosquetes en rangos cercanos. Después de la orden para hacer a punto estuvo dada, el primer rango knelt abajo, mientras que el tercer rango dio un paso ligeramente a la derecha, para nivelar su mosquetes pasado los hombres delante de ellos. El ejército francés tuvo problema adoptando este método y confió mayoritariamente del siglo XVIII encima despidiendo por rangos, en qué el primer rango despidió primero, seguido por el segundo, y entonces el tercer rango. Este método estuvo reconocido por la orden francesa en el tiempo para ser lejos menos eficaz. El ejército prusiano, reformado bajo el "Alte Dessauer", colocado mucho énfasis encima potencia de fuego. Para hacer la carga de hombres y disparar sus mosquetes más rápido, el hierro ramrod estuvo desarrollado. Voltaire una vez comentó que los soldados prusianos podían cargar y disparar su mosquetes siete veces en un minuto; esto fue una gran exageración, pero es una indicación del @drill, el cual dirigió a platoons despidiendo devastando voleas con precisión de mecanismo de relojería. Aproximadamente, un soldado profesional debía cargar y disparar su mosquete al menos tres veces en un minuto (1 volea por cada 20 segundos). 

### Siglos XIX y XX
Ya en la Guerra de Secesión y la Guerra franco-prusiana, el desarrollo de armas modernas tuvo efectos devastadores en la infantería, la cual todavía operaba en estilo del siglo pasado. La infantería también estuvo equipada con rifles que disparaban más rápido y con mayor exactitud que los mosquetes de percusión como el francés Chassepot y el rifle de aguja prusiano. Sin embargo, no fue hasta la Primera Guerra Mundial donde las tácticas lineales y el fuego de volea fueron finalmente abandonados, después de que en las primeras etapas de la guerra, el fuego implacable de la artillería y las ametralladoras destruyeran a los ejércitos, por lo que la infantería tuvo que adoptar una estrategia de guerra de trincheras. En la actualidad el uso del fuego de volea está completamente descontinuado, pues las armas automáticas pueden eliminar a la infantería concentrada con muchísima facilidad sin necesidad de formaciones o de este tipo de fuego.

## Representaciones
Las películas a menudo dan representaciones erróneas sobre las tácticas lineales y la guerra en el período moderno. Películas sobre la Guerra Civil Estadounidense, como Gettysburg y Dioses y generales dan una impresión relativamente certera de los métodos utilizados. El fuego de volea fue mostrado en la película Zulu, una ficcionalización de la Batalla de Rorke's Drift. En la defensa de una posición fija, la infantería británica ejecutó múltiples voleas para diezmar un ataque de un enorme contingente zulú. A pesar de la superioridad numérica de estos últimos, su ataque colapsó bajo el implacable fuego que afrontaron.